# Of fathers and sons. Los hijos de la Yihad
Of fathers and sons. Los hijos de la Yihad (título original: Of Fathers and Sons - Die Kinder des Kalifats),  es una película documental de Talal Derki que se estrenó el 15 de noviembre de 2017 en el Festival Internacional de Documentales de Ámsterdam y se proyectó como parte del Festival de Cine de Sundance desde el 19 de enero de 2018.
La película fue nominada a Mejor Documental en los Premios Óscar de 2019. En el Premio del Cine Alemán 2019, la película ganó en las categorías Mejor Documental y Mejor Montaje.

## Contenido
Talal Derki regresa a su país de origen, Siria, donde se gana la confianza de una familia islamista radical y comparte su vida diaria durante dos años. 
Bajo la apariencia de un fotoperiodista que simpatiza con el yihadismo salafista, a Talal Derki se le permite entrar en una aldea controlada por el Frente al-Nusra cerca de la línea del frente de la Guerra Civil Siria, y se queda con la familia Osama. El patriarca de la familia Abu Osama es un fanático entusiasta que elogia abiertamente los atentados del 11 de septiembre y nombra a sus hijos con el nombre de los líderes de Al Qaeda y los talibanes. Trabaja como francotirador y quitaminas, y saca a sus hijos de la escuela debido a la educación mixta. Los niños, en particular el hijo mayor, Osama, se vuelven cada vez más propensos a las peleas y al acoso.
Durante una misión, una mina arranca la pierna izquierda de Abu Osama. Poco después, los niños son enviados a un campo de entrenamiento militar radical. Los niños enfrentan duras condiciones y rápidamente sienten nostalgia. Después de regresar a casa, los preciados libros de Abu Osama son destruidos en un ataque aéreo de la Fuerza Aérea Rusa, y él vive vendiendo componentes de minas desarmadas a fabricantes de bombas. Sigue comprometido con su creencia de que la guerra conducirá a una Tercera Guerra Mundial apocalíptica entre un califato revivido y el mundo cristiano y provocará la victoria del Mahdi contra el Dajjal.
En el campamento, Osama avanza y se prepara para un mayor entrenamiento militar, mientras que a su hermano menor, Ayman, no le va bien y quiere volver a la escuela. Abu Osama da el paso decisivo al enseñarle a Osama a disparar un arma. Antes de que Osama parta hacia un campamento más intensivo, comparte un enigma con Ayman. Osama pasa por tres años de formación y adoctrinamiento, mientras Ayman regresa a la escuela.
Mientras la brigada de Osama es conducida al frente por primera vez y Talal parte para regresar a su hogar en Berlín, explica que Ayman y Osama continuaron por caminos separados hasta su adolescencia y reflexiona sobre la profunda devastación de Siria.  

## Producción

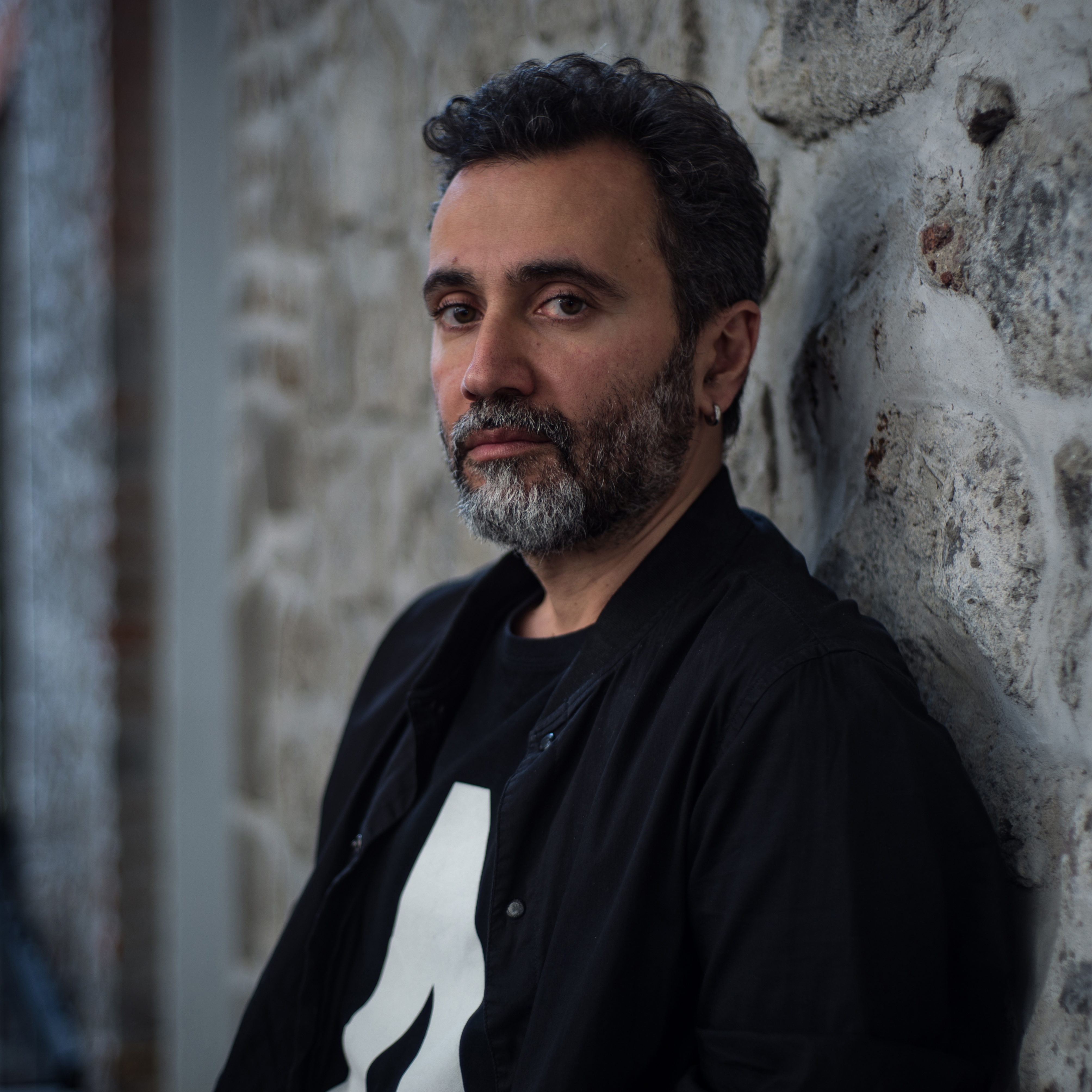
Dirigida por Talal Derki

La película fue dirigida por el documentalista sirio nacido en Damasco Talal Derki, que ganó el primer premio en el Festival de Cine de Ginebra y en el Foro Internacional de Derechos Humanos (FIFDH) por su película Return to Homs. En esta película retrató la guerra civil siria desde la perspectiva del joven luchador Basset.  Después de terminar la película, Derki dijo: “Siria está en peligro de convertirse en un nuevo Afganistán. Una vez que nos deshagamos de Assad, la lucha contra los islamistas continuará. Al mismo tiempo, los grandes actores, es decir, Estados Unidos, Rusia, Arabia Saudita e Irán, seguirán librando sus conflictos de intereses en Siria.”  Al igual que en Return to Homs, en Of Fathers and Sons, Derki regresó a su tierra natal y se dirigió a la zona de guerra. Vivió allí durante dos años, en una pequeña aldea del norte de Siria, con la familia de Abu Osama, un combatiente de Al Nusra, y enfocó la cámara principalmente en los niños, que son entrenados desde una edad temprana para seguir los pasos de sus padres para que se conviertan en santos mártires. 
La película contó con el apoyo del Programa de Cine Documental del Instituto Sundance y recibió una financiación de producción de 60.000 euros del Instituto de Cine de Doha, el Filmförderanstalt y el Medienboard Berlín-Brandenburg. Recibió una financiación de distribución de 30.000 euros de la agencia de financiación cinematográfica. 
La película se estrenó el 15 de noviembre de 2017 en el Festival Internacional de Documentales de Ámsterdam  y se proyectó a partir del 19 de enero de 2018 como parte del Festival de Cine de Sundance , donde recibió el Gran Premio del Jurado de Documental de Cine Mundial. convertirse.  En la ceremonia celebrada allí, Derki dedicó este premio a su nuevo hogar adoptivo, Berlín. Derki ya había ganado un premio en el Festival de Cine de Sundance en 2014 por su documental Return to Homs.  En junio de 2018 se proyectó como parte del Festival SWR Doku, donde recibió el Premio de Cine Documental Alemán. "La película nos adentra en un mundo extraño, esencialmente inquietante, sin protección, pero con una gran paciencia documental", afirmó el jurado en su comunicado.  En junio y julio de 2018, la película se proyectó en el Festival de Cine de Múnich, donde recibió el Premio de Cine Católico Fritz Gerlich. El jurado afirmó que el cineasta arriesgaba su propia vida para informar sobre un sistema totalitario y ofrecer información sobre un mundo y una forma de vida que, de otro modo, permanecerían cerrados para nosotros.  En agosto de 2018, la película se proyectó en el Festival Internacional de Cine de Melbourne.  En septiembre de 2018 se proyectó en el Festival Internacional de Cine de Camden  y en octubre de 2018 en el Festival Internacional de Cine de Hamptons.  El estreno en cines en Alemania tuvo lugar el 21 de marzo de 2019. 
La música de la película fue compuesta por K. S. Elias. La banda sonora de la película, que incluye un total de 31 piezas musicales, fue lanzada como descarga por Königskinder el 8 de febrero de 2019. 

## Recepción

### Críticas y uso en las escuelas
La película ha convencido hasta ahora al 95 por ciento de todos los críticos de Rotten Tomatoes y ha recibido una puntuación media de 8,0 sobre 10 puntos posibles. 
Guy Lodge de Variety dice que algunos pueden cuestionar si la película tiene ideas humanas y políticas esenciales más allá de su aterradora descripción del juicio radical, y lo que Of Fathers and Sons muestra a su audiencia detrás de las líneas enemigas no es inesperado pero sí inquietante porque se presenta de esa forma tan rara vez y con tanto detalle, mostrando un punto de vista claro, vívido e inquebrantable. 
Christian Horn escribe que las imágenes sencillas proporcionan una visión genuina sin una dramatización forzada. El hecho de que Talal Derki se acerque tanto a los protagonistas e incluso los filme en un cobertizo justo detrás del frente es bastante sensacional. 
Julia Haungs escribe en su reseña sobre WDR2 que Derki describe de forma impresionante cómo funciona la radicalización o, peor aún, que los niños que crecen en un entorno así no tienen por qué radicalizarse en absoluto: "Simplemente no saben nada más que la simbiosis de religión y violencia. Y no hay ningún correctivo a la vista. Su visión del mundo en torno a la yihad es tan autónoma que nunca se les ocurriría que existieran alternativas”. Of Fathers and Sons muestra un mundo puramente masculino en el que las mujeres permanecen extrañamente invisibles, continúa Haungs, y a uno le habría interesado saber qué perspectiva tienen. Teniendo en cuenta estos vistazos a un oscuro mundo paralelo, parece inconcebible cómo llegará la paz a Siria, en un país donde para algunas personas el camino para convertirse en yihadistas comienza el día en que nacen. 
El portal en línea kinofenster.de recomienda Of Fathers and Sons para las materias de alemán, ética, ciencias sociales/estudios sociales, política y religión y ofrece materiales sobre la película para lecciones. Sarina Lacaf escribe allí que la película pinta un cuadro complejo del yihadismo: "Reúne los horrores de la guerra con la intimidad de la familia; el protagonista de la película es un padre amoroso y un luchador ideológicamente estable por Dios ". La ambivalencia de este personaje, que va en contra de un dibujo en blanco y negro, puede ser objeto de discusión.” 

### Premios (selección)
Premio de Cine Alemán 2019
- Premio al Mejor Documental

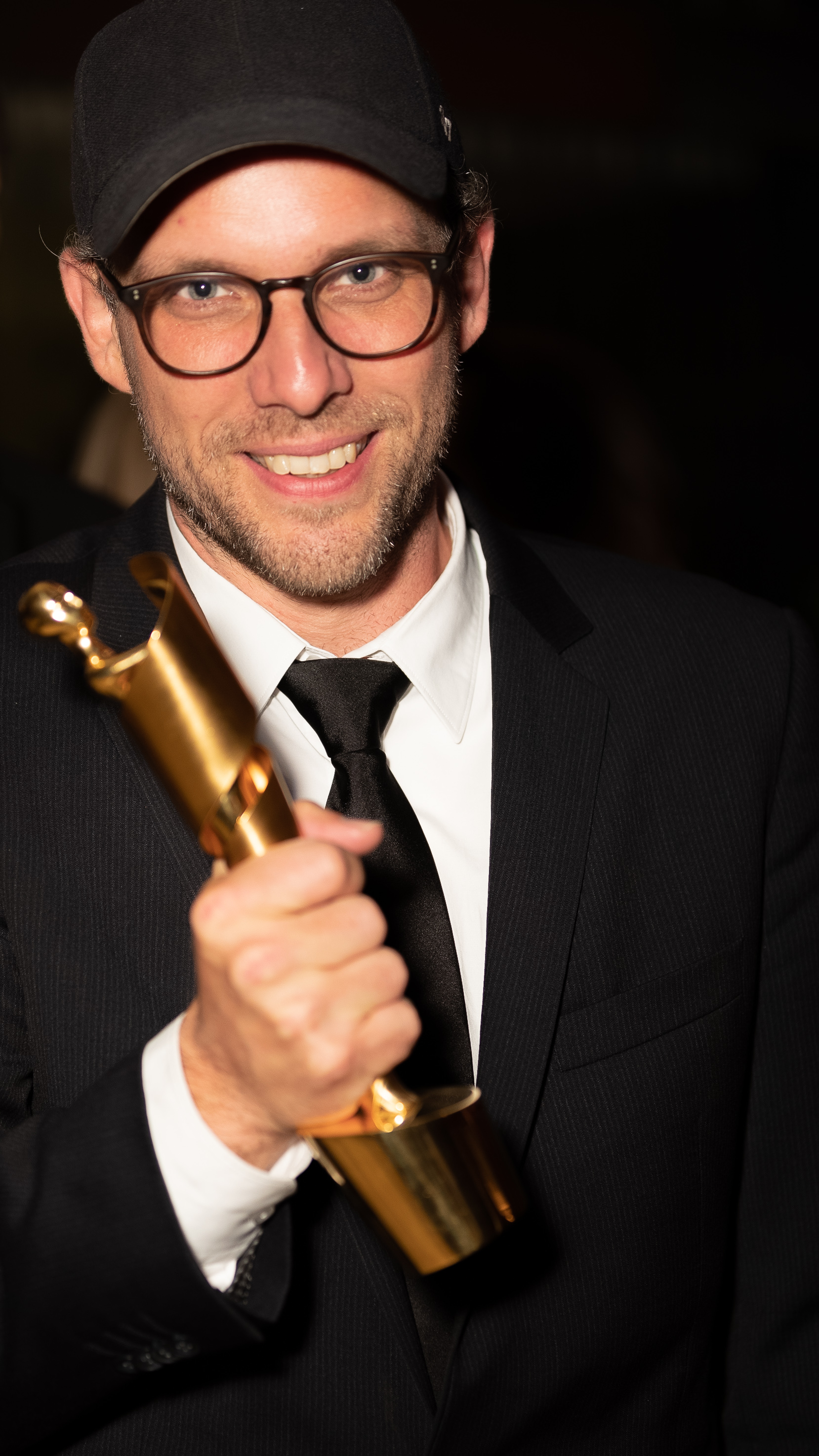
El productor y mezclador de sonido Ansgar Frerich ganó el Lola al mejor documental en el Premio del Cine Alemán 2019

- Premio al Mejor Montaje (Anne Fabini) [21]

Premio Alemán de Cine Documental 2018
- Premio al Mejor Documental (Talal Derki) [22]

Premios del Cine Europeo 2018
- Nominación a Mejor Documental (Talal Derki)

Premio de Cine Fritz Gerlich 2018
- Premio para Talal Derki

Premios Espíritu Independiente 2019
- Nominación al Mejor Documental (Talal Derki) [23]

Premios de la Asociación Internacional de Documental 2018
- Nominación al Mejor Documental
- Nominación al Mejor Guión (Talal Derki) [24]

Premios Óscar 2019
- Nominación al Mejor Documental

Festival de Cine de Sarasota 2018
- Nominación al Premio del Jurado al Mejor Documental (Talal Derki)

Festival de Cine de Sundance 2018
- Galardonado con el Gran Premio del Jurado al Documental de Cine Mundial (Talal Derki)